# San Pancrazio (Rom)

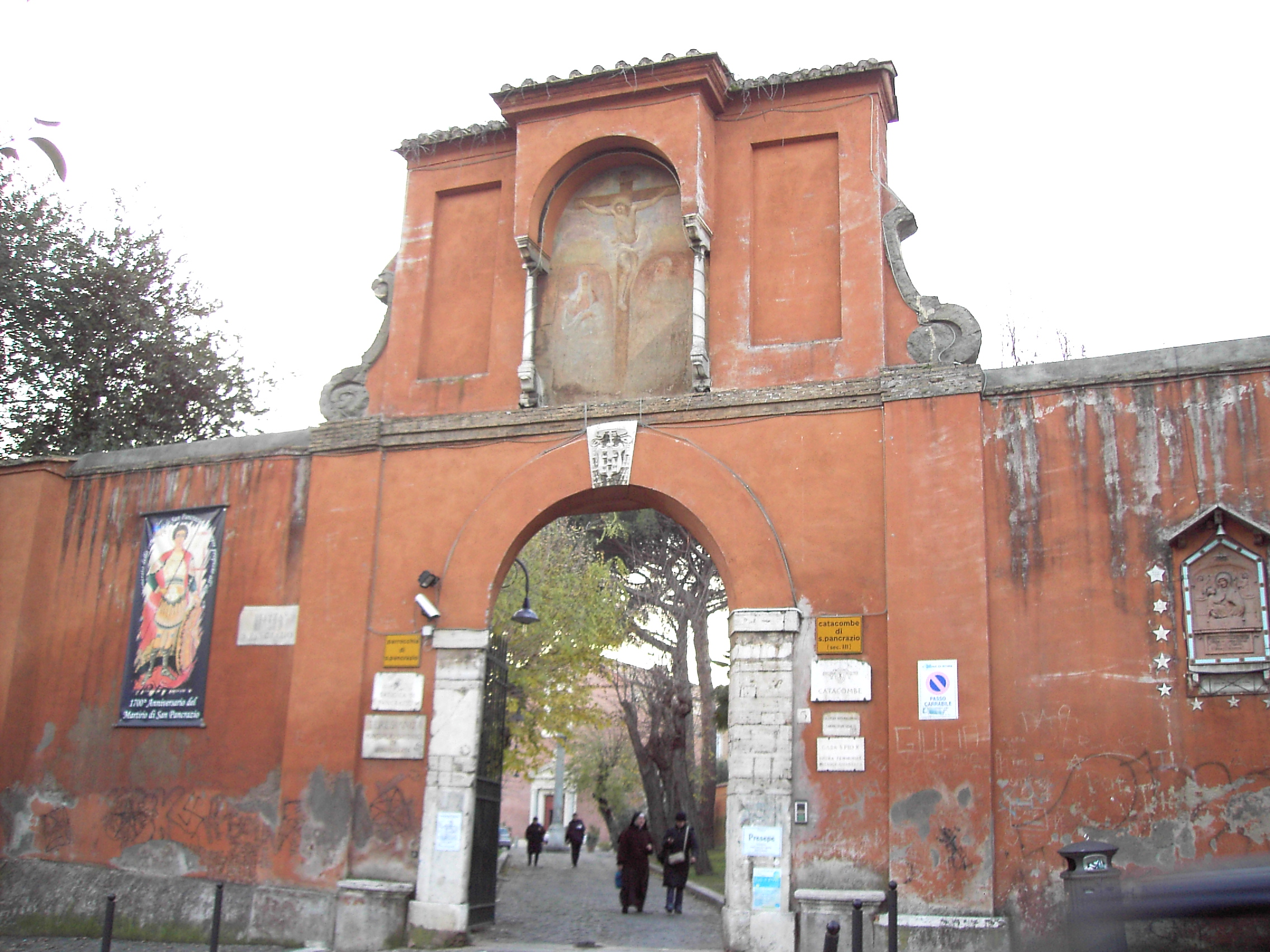
Portal zu Vorhof, Basilika und Katakombe San Pancrazio

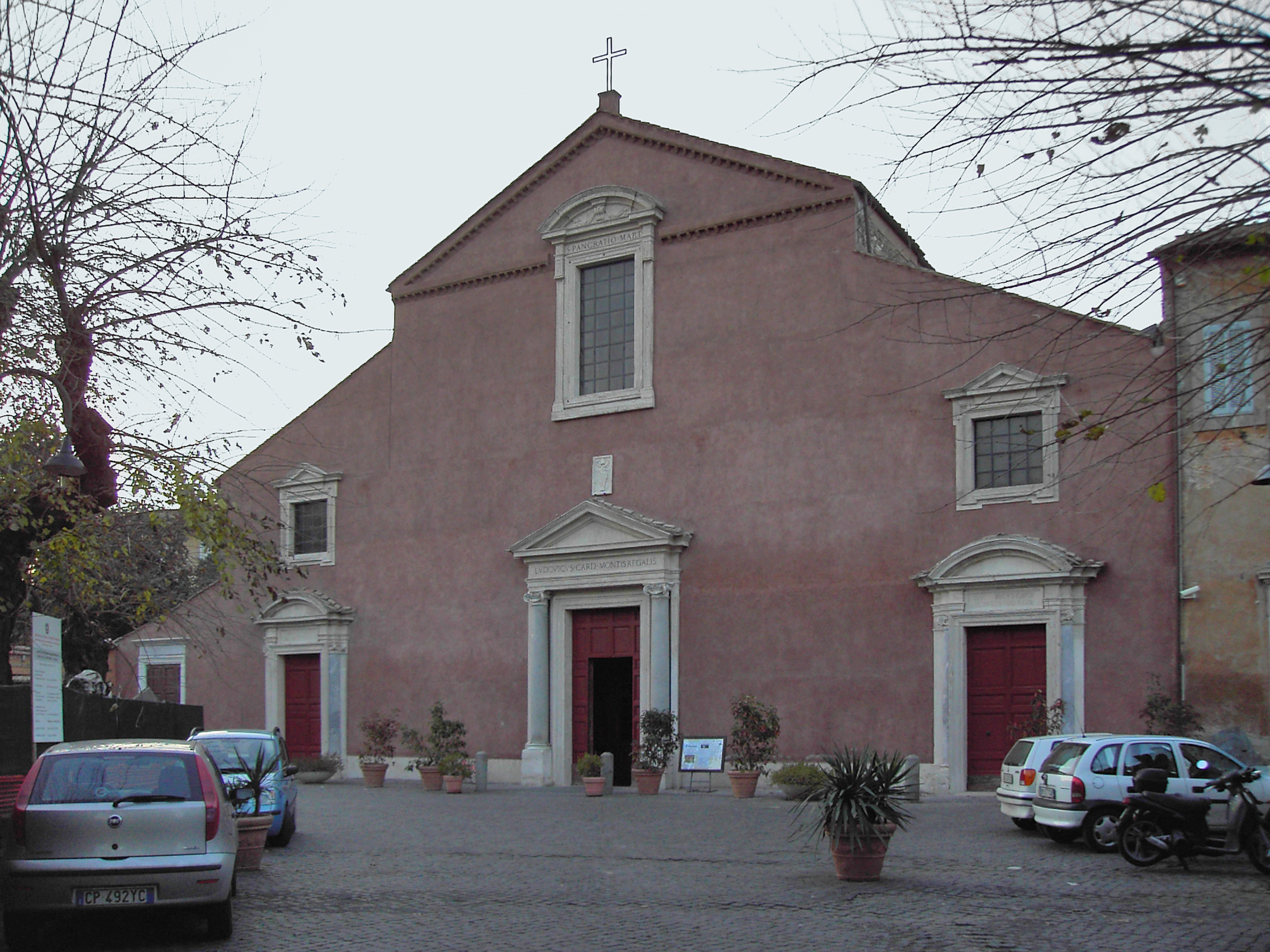
San Pancrazio

San Pancrazio ist eine Titelkirche in Rom, Piazza di San Pancrazio 5, also außerhalb der mittelalterlichen Stadtmauern. Sie hat den Rang einer Basilica minor.

## Geschichte und Baubeschreibung
Die Basilika liegt im Viertel Monte Verde in der Nähe des Parks der Villa Doria Pamphili, etwa 1 km südwestlich der Porta Aurelia, der heutigen Porta San Pancrazio.
Hier befand sich im Umfeld der antiken Via Aurelia seit dem 1. Jahrhundert ein antikes Gräberfeld und eine frühchristliche Katakombe, in der man ca. 303–305 n. Chr. der Überlieferung zufolge den jugendlichen Märtyrer Pankratius begraben hatte, nachdem er der Christenverfolgung unter Diokletian zum Opfer gefallen und am Ort der heutigen Kirche enthauptet worden war. Sein Kult ist nach dem Martyrologium Hieronymianum (431–450) bereits im 5. Jahrhundert bezeugt; darin wird der 12. Mai als Festtag des Pankratius aufgeführt. 
Papst Symmachus (498–514) ließ über dem mutmaßlichen Grab die erste Kirche und weitere Gebäude zur Versorgung der Pilger errichten; im Liber Pontificalis (I, 262) wird sogar ein Bad erwähnt. Neben der Kirche gründete Papst Gregor der Große 594 das Benediktinerkloster St. Viktor. 
Unter Papst Honorius I. (625–638) wurde anstelle des ersten Kirchenbaus eine größere dreischiffige Basilika (55 m lang) errichtet, mit Querhaus und daran anschließender Apsis im Nordwesten.

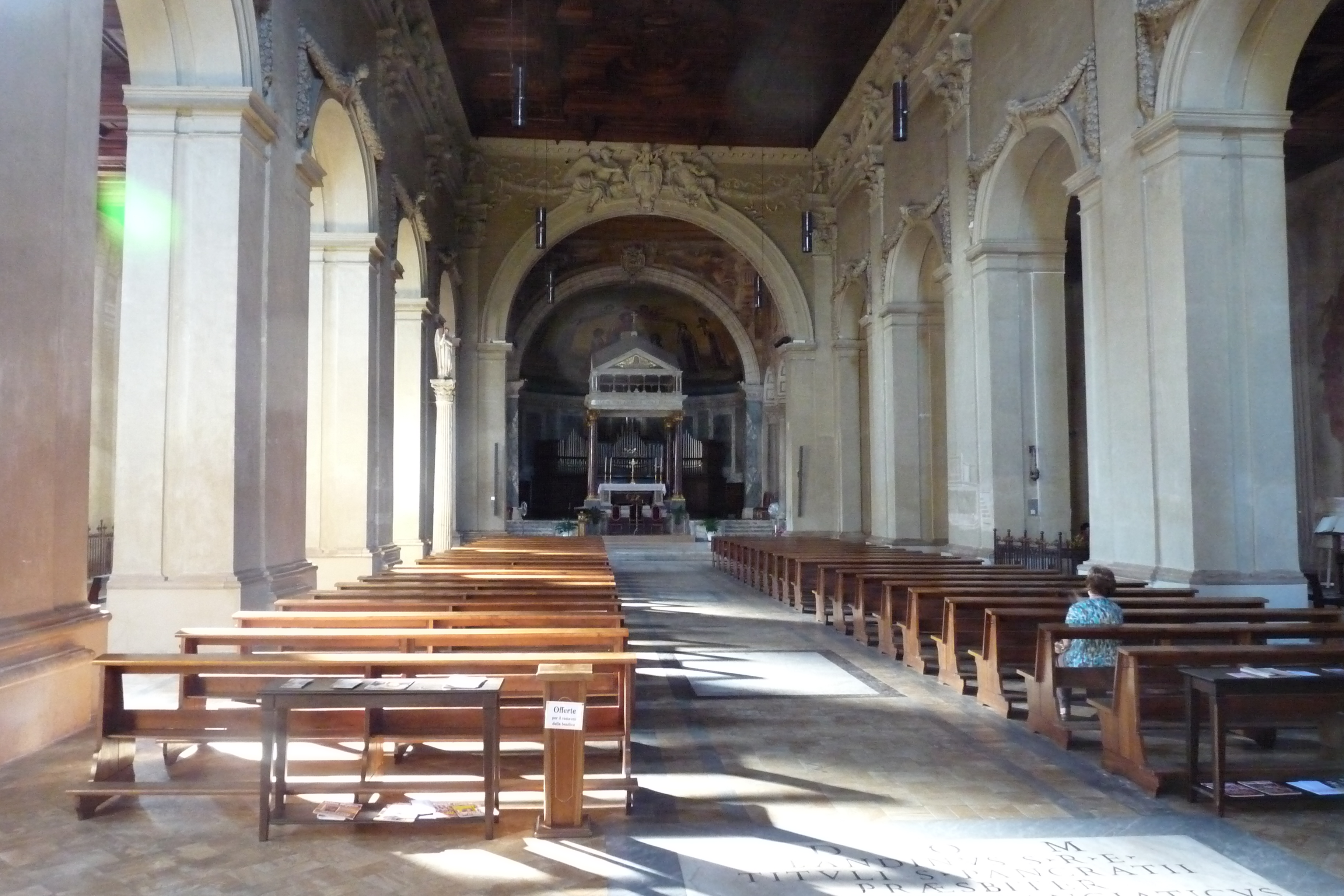
Kircheninneres nach der Barockisierung

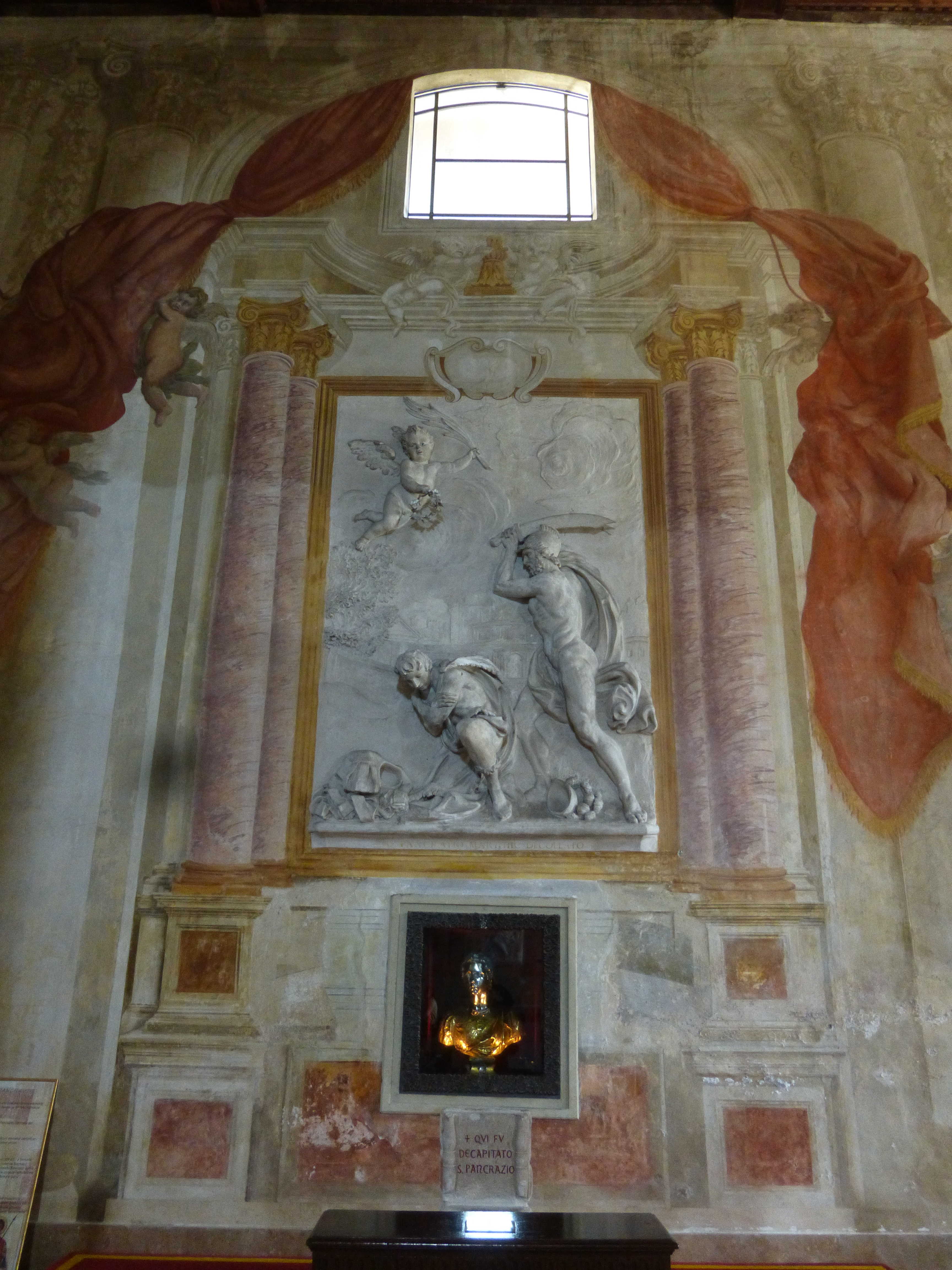
Altar über dem Gedenkstein im rechten Seitenschiff

Unter Chor und Vierung befindet sich bis heute eine Ringkrypta mit Zugang zu dem unter den Altar verlegten Grab des Kirchenpatrons. Der Altar hatte zusätzlich eine fenestella confessionis, eine kleine Öffnung für den Blick auf die Reliquien. Je zehn Säulen mit Spolien-Kapitellen trugen die Arkaden des Mittelschiffs. Das ursprüngliche Apsismosaik ging verloren. 
Durch Umbauten und Restaurierungen, vor allem im 15. und 17. Jahrhundert, sind die Bauelemente des 7. Jahrhunderts überformt worden und im Kircheninnern heute nicht mehr wahrzunehmen; nur Reste der Krypta mit dem Märtyrergrab und vier graue Granitsäulen mit Spolienkapitellen im Querhaus blieben erhalten; außerdem der Gedenkstein für Pankratius, der an dieser Stelle enthauptet worden sein soll. 
1517 wurde die Basilika zur Titelkirche erhoben. 1606 wirkte Kardinal Ludovico de Torres als großer Erneuerer der Kirche. Auf ihn geht die heutige barocke Ausstattung zurück, mit dem Baldachin über dem Hochaltar und der Kassettendecke, die in der Mitte eine Darstellung von Pankratius mit Schwert und Palme enthält. Im 17. Jahrhundert wurde die Kirche den Karmelitern übergeben. 

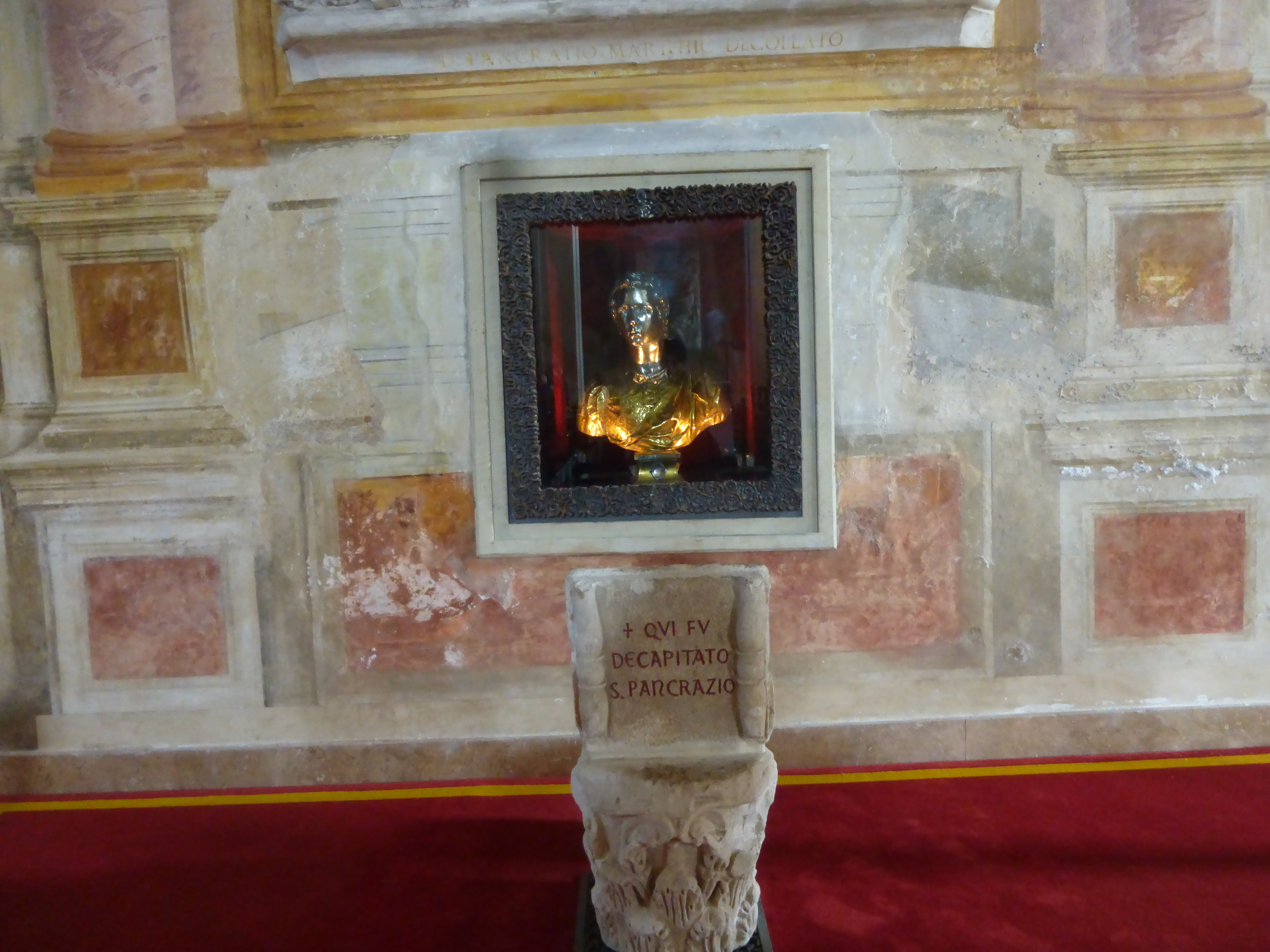
Gedenkstein und Reliquiar des Märtyrers Pankratius am Ort seiner Enthauptung

Das Haupt des Märtyrers Pankratius, das von 850 bis 1966 in der Lateranbasilika aufbewahrt worden war, ruht heute in einem silbernen Büsten-Reliquiar im rechten Seitenschiff, darüber ein barockes Relief mit der Darstellung seiner Enthauptung. Die übrigen Reliquien birgt der Sarkophag aus Porphyr unter dem Hauptaltar.

## Katakombe
In der Katakombe unter dem rechten Seitenschiff der Basilika wurden u. a. die aus dem 3. Jahrhundert stammenden cubiculi des heiligen Felix von Nola und der heiligen  Sophia von Mailand mit ihren Töchtern Fides, Spes und Caritas freigelegt und restauriert; sie sind vom rechten Seitenschiff aus zugänglich. In dem Cubicolo di S. Felice haben sich Wandmalereien des frühen 4. Jahrhunderts mit Schiff, Delphin, Vögeln, Blumen und Zweigen erhalten. In einem weiteren cubiculum findet sich der Name des dort Bestatteten in griechischen Buchstaben mit der zusätzlichen, äußerst seltenen Zusatzbezeichnung als Christ: ΒΟΤΡΥΣ ΧΡΙΣΤΙΑΝΟΣ.

## Kardinalpriester
Liste der Kardinalpriester von San Pancrazio.